# Pogonichthys macrolepidotus
Pogonichthys macrolepidotus és una espècie de peix cipriniforme de la família dels ciprínids.

## Morfologia
- Els mascles poden assolir 44 cm de longitud total.[2][3]

## Hàbitat
És un peix d'aigua dolça i de clima temperat.

## Distribució geogràfica
Es troba a Nord-amèrica: el riu Sacramento (Califòrnia, els Estats Units).